# Zemun
Zemun (en serbio cirílico: Земун, en húngaro: Zimony) es un municipio urbano de Belgrado, Serbia. Forma parte de los 10 municipios de la ciudad de Belgrado propiamente dicha. La mayoría de sus habitantes son serbios. Zemun era una ciudad en sí misma antes de ser absorbida por el crecimiento urbano de Belgrado.

## Geografía
Zemun originalmente se desarrolló sobre las colinas de Gardoš, Cukovac y Kalvarija, a la orilla sur del río Danubio, en la proximidad de su confluencia con el río Sava. El centro de la ciudad lo constituyen los barrios de Donji Grad, Gardoš, Cukovac et Gornji Grad. Al sur, Zemun se extiende hasta el municipio de Novi Beograd, con la cual forma una continuidad urbana. Al oeste, llega hasta los barrios de Galenika, Zemun Polje y Batajnica. Las islas fluviales habitadas son igualmente parte de Zemun.
El municipio se sitúa en la región de Sirmia. Al oeste, colinda con la provincia de Voivodina; Zemun está rodeado por los municipios de Surcin (sur), Novi Beograd (sudeste) y Palilula y Stari Grad, que están al otro lado del Danubio.
Zemun cuenta con un museo y es sede de la sala de ópera y teatro Madlenianum. Es sede de facultades de la Universidad de Belgrado y varios equipos deportivos a nivel profesional.
La ciudad conserva varios de los edificios y calles del siglo XIX y principios del XX en buen estado de conservación, sobre todo alrededor de la emblemática torre de Gardos.

## Historia
La región ha estado habitada desde la Edad de bronce. Los primeros establecimientos datan del siglo III a. C. Una ciudad llamada Taurunum formaba parte de la provincia romana de Panonia alrededor del año 15.
Las menciones escritas más antiguas de Zemun se remontan hacia el siglo XII de la era cristiana. El nombre parece descender del eslavo zemlin, que significa «tierra». Por aquella época Zemun, que estaba en poder de Bizancio, pasó a manos del reino de Hungría. Al caer Serbia bajo la dominación otomana, Zemun adquirió importancia como puesto de avanzada militar. La ciudad fue tomada por los turcos en 1521.
En 1717, el Sacro Imperio Romano Germánico se apoderó a su vez de Zemun, que pasó a ser propiedad feudal de la familia Schönborn. Mas en 1739, la ciudad fue devuelta al Imperio otomano.
En 1806, durante la primera revuelta serbia contra los turcos, Zemun fue liberada por Karađorđe, pero los turcos la recuperaron en 1813.
Durante las revoluciones de 1848-1849, Zemun fue una de las capitales de facto de la Voivodina serbia, pero terminó como una posesión del Imperio austrohúngaro.
Después de la Primera Guerra Mundial, Zemun pasó a Serbia, si bien el Estado Independiente de Croacia, con apoyo de las potencias del Eje, ocupó el lugar durante la Segunda Guerra Mundial. Durante el bombardeo de Belgrado por la Luftwaffe, la aviación alemana atacó también la Base Aérea de Zemun. Al finalizar el conflicto fue oficialmente incorporada a la ciudad de Belgrado.
Tras la disolución de Yugoslavia, Zemun como parte de Serbia sufrió varios bombardeos por parte de la OTAN en 1999, especialmente contra algunas fábricas, las oficinas administrativas de la Fuerza Aérea Serbia y un cuartel militar.

## Comunicaciones
La ciudad dispone de un aeropuerto para uso principalmente deportivo, el Aeropuerto de Zemun Polje, aunque en su día dispuso de una base aérea que albergó la sede de la Real Fuerza Aérea Yugoslava.

## Galería

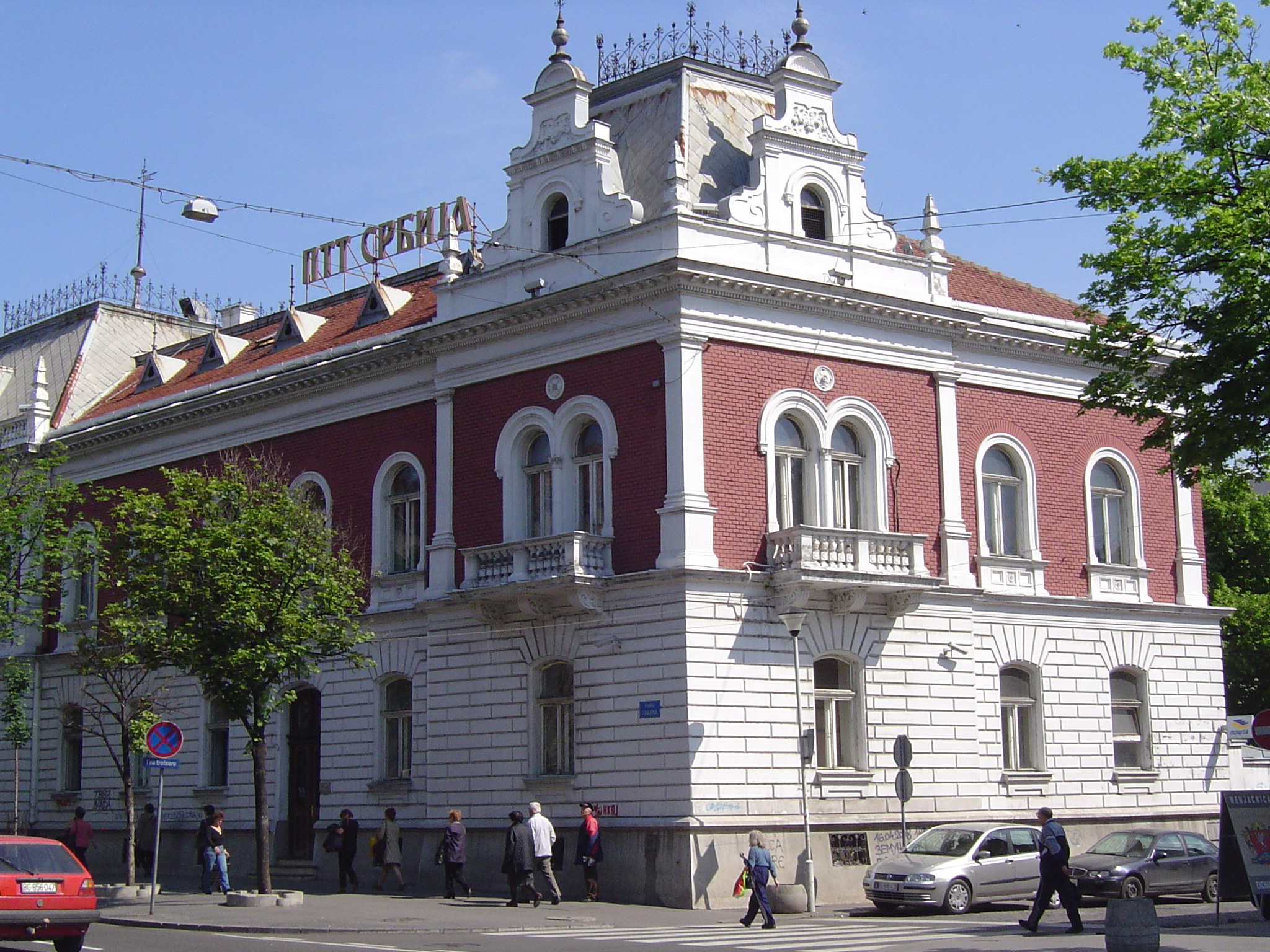
Oficina postal en Zemun
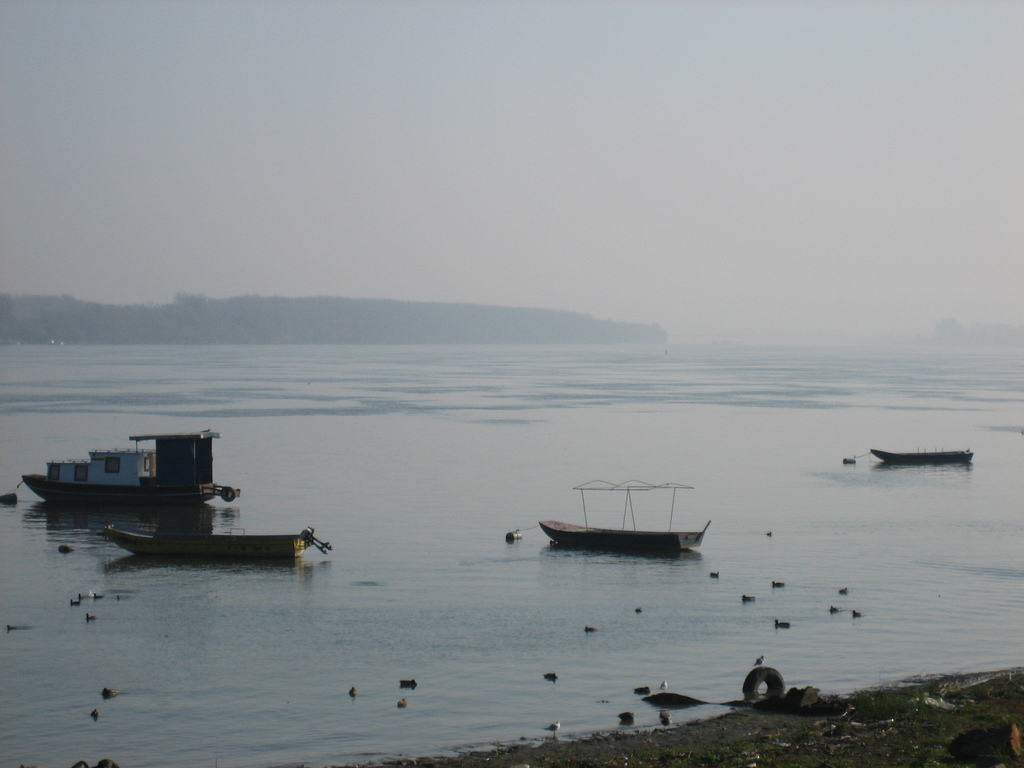
El río Danubio a su paso por Zemun
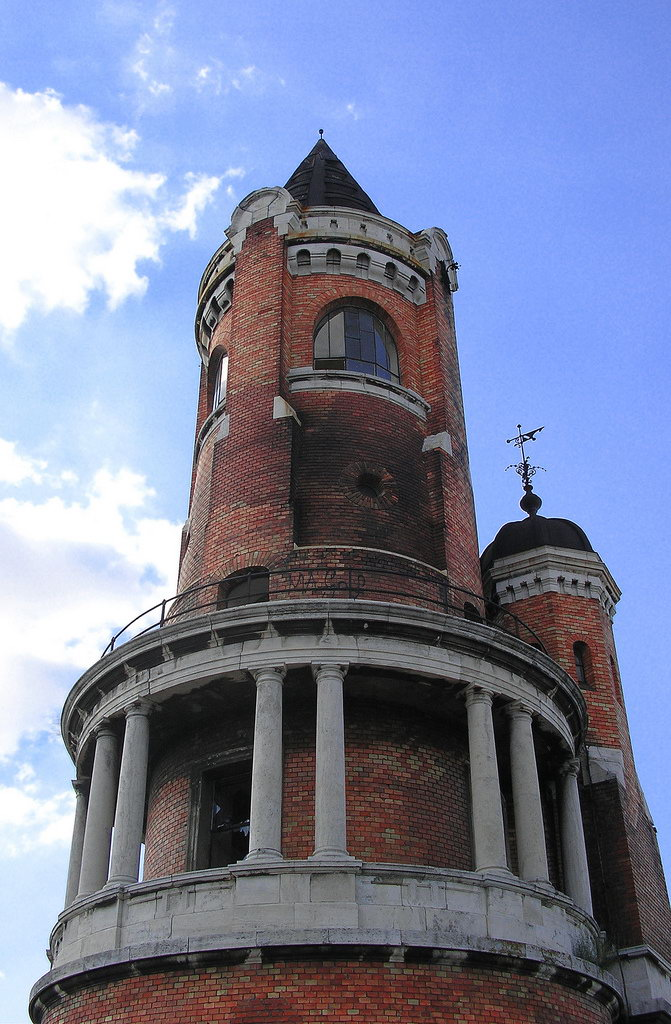
La torre de Gardoš
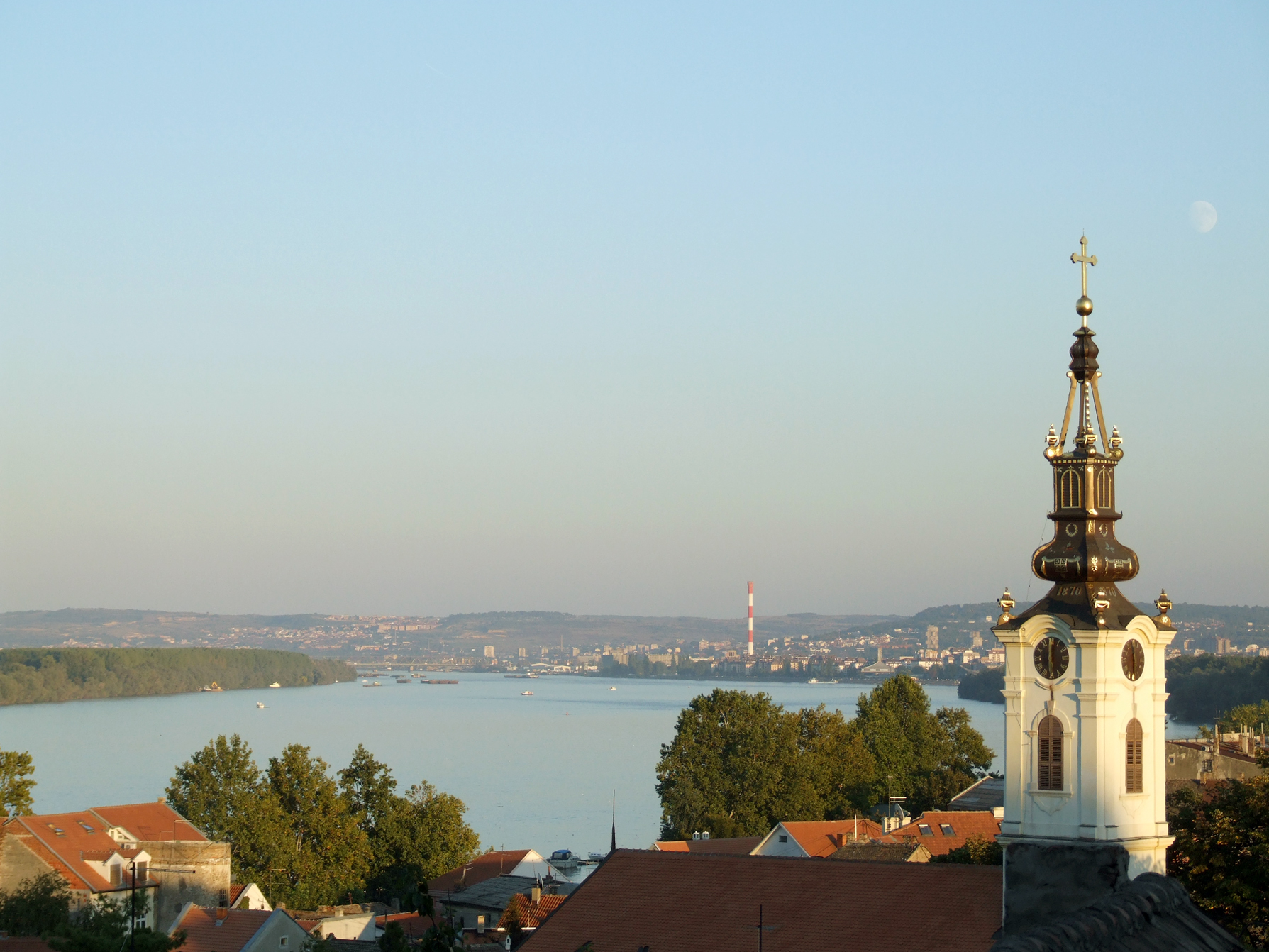
Vista de Belgrado
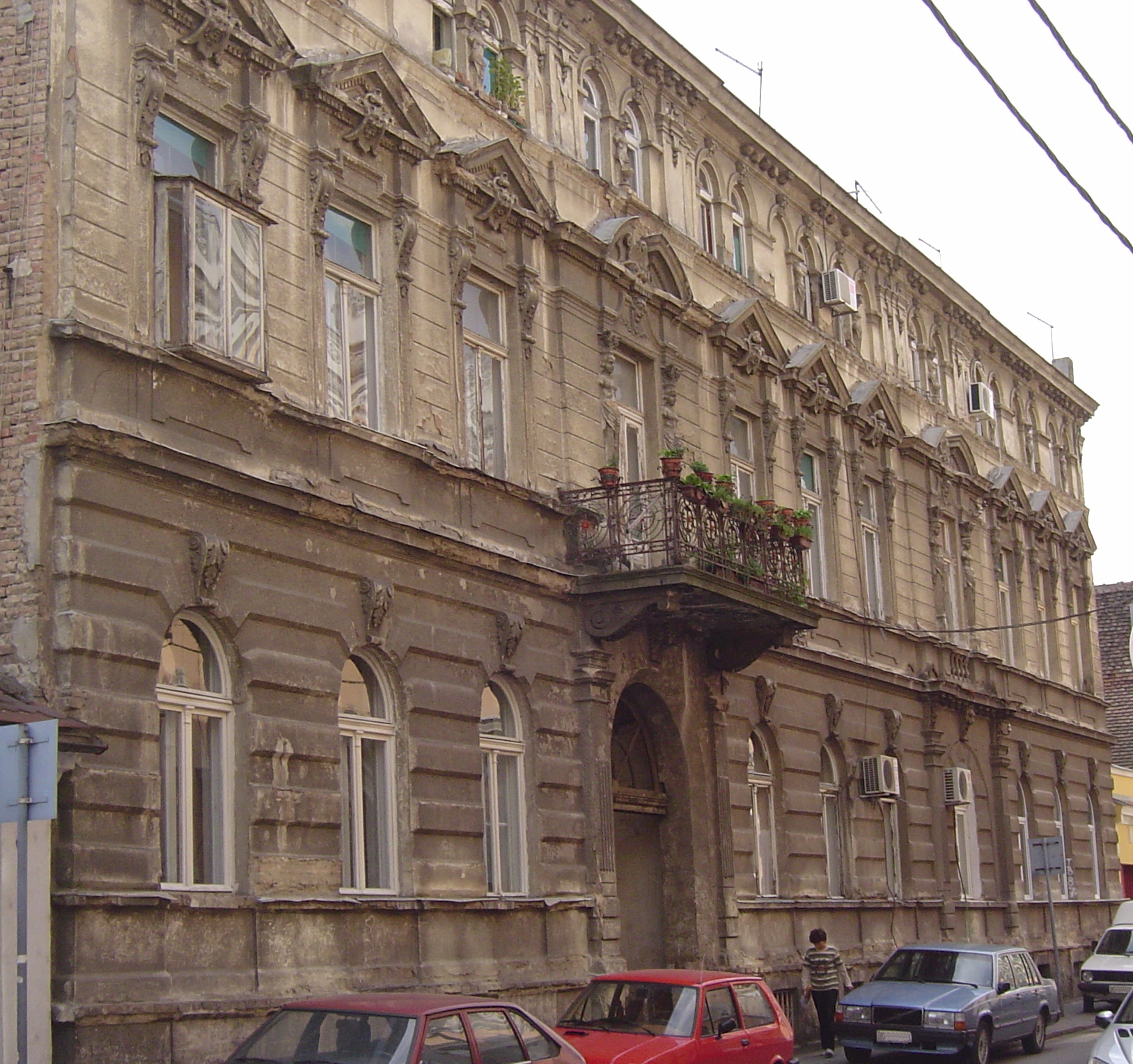
Edificio de la calle Zvetosavska, por Franjo Jenč, 1895.